# Fonzie e la Happy Days Gang
Fonzie e la Happy Days Gang (The Fonz and the Happy Days Gang) è una serie televisiva a cartoni animati prodotta da Hanna-Barbera in associazione con la Paramount Television.
La serie presenta nella sua versione originale gli attori Henry Winkler, Ron Howard e Donny Most come doppiatori dei loro personaggi nel telefilm Happy Days, vale a dire Fonzie, Richie e Ralph. I tre, coinvolti da una ragazza proveniente dal futuro, si ritrovano a viaggiare attraverso una macchina del tempo cercando di ritornare nella Milwaukee del 1957.

## Personaggi
- Fonzie
- Richie Cunningham
- Ralph Malph
- Cupcake
- Mr. Cool, il cane
- Arnold, il barista

## Episodi

### Prima stagione
| nº | Titolo italiano | Titolo inglese             | Prima TV USA     | Prima TV Italia |
| -- | --------------- | -------------------------- | ---------------- | --------------- |
| 1  |                 | King for a Day             | 8 novembre 1980  | settembre 1983  |
| 2  |                 | May the Farce Be With      | 15 novembre 1980 |                 |
| 3  |                 | Arabian Knights            | 22 novembre 1980 |                 |
| 4  |                 | Bye-Bye, Blackbeard        | 29 novembre 1980 |                 |
| 5  |                 | Westward Whoa!             | 6 dicembre 1980  |                 |
| 6  |                 | Ming Fu To You, Too!       | 13 dicembre 1980 |                 |
| 7  |                 | The Vampire Strikes        | 20 dicembre 1980 |                 |
| 8  |                 | You'll Never Get Witch     | 27 dicembre 1980 |                 |
| 9  |                 | The 20,000 Drachma Pyramid | 3 gennaio 1981   |                 |
| 10 |                 | It's a Jungle Out There    | 10 gennaio 1981  |                 |
| 11 |                 | Gone With the Wand         | 17 gennaio 1981  |                 |
| 12 |                 | Science Friction           | 24 gennaio 1981  |                 |
| 13 |                 | Greece is the Word         | 31 gennaio 1981  |                 |

### Seconda stagione
| nº | Titolo italiano | Titolo inglese                    | Prima TV USA      | Prima TV Italia |
| -- | --------------- | --------------------------------- | ----------------- | --------------- |
| 14 |                 | The French Correction             | 12 settembre 1981 |                 |
| 15 |                 | Kelp!                             | 19 settembre 1981 |                 |
| 16 |                 | Time Schlep                       | 26 settembre 1981 |                 |
| 17 |                 | It's All Downhill From Here       | 10 ottobre 1981   |                 |
| 18 |                 | Double Jeopardy                   | 17 ottobre 1981   |                 |
| 19 |                 | Fjords and Sorcery                | 24 ottobre 1981   |                 |
| 20 |                 | There's No Place Like Rome        | 31 ottobre 1981   |                 |
| 21 |                 | Perilous Pauline                  | 7 novembre 1981   |                 |
| 22 |                 | Around the World in 80 Ways       | 14 novembre 1981  |                 |
| 23 |                 | All This and Timbuktu             | 21 novembre 1981  |                 |
| 24 |                 | Give Me a Hand--Something's Afoot | 28 novembre 1981  |                 |